# Bernhard Lenz (Architekt)
Bernhard Lenz (* 1968 in Frankfurt am Main) ist ein deutscher Architekt und Hochschullehrer, der als Professor für Energieoptimiertes Bauen und Gestalten an der Hochschule Karlsruhe lehrt.

## Leben
Lenz besuchte ein Gymnasium in Frankfurt am Main, wo er auch sein Abitur ablegte. Es folgten das Studium der Innenarchitektur an der Fachhochschule Mainz sowie ein Architekturstudium an der Fachhochschule Köln und ein Postgraduiertenstudium am Institute for Technology and Resources Management in the Tropics and Subtropics in Köln. Nachfolgend arbeitete Lenz in verschiedenen nationalen und internationalen Planungsbüros, so u. a. in dem renommierten Büros von Renzo Piano.
Im Jahr 2005 kehrte er nach mehrjähriger Auslandstätigkeit nach Deutschland zurück, um eine Promotionsstelle im Studiengang Architektur an der Technischen Universität Darmstadt anzunehmen. Er war dort am Fachbereich Entwerfen und Gebäudetechnologie von Karl-Heinz Petzinka tätig. Seine Dissertation, die sich mit der Entwicklung eines neuartigen alternativen Gebäudeklimatisierungssystems befasste, wurde von Karl-Heinz Petzinka, Manfred Hegger und Klaus Daniels betreut.
Im Jahr 2009 nahm er eine Vertretungsprofessur am Karlsruher Institut für Technologie (KIT) im Studiengang Architektur am Fachbereich Bauphysik und Technischer Ausbau an. Im Jahr 2010 erhielt er einen Ruf an die Hochschule Karlsruhe – Technik und Wirtschaft (HKA) im Studiengang Architektur. Er wurde für das neu zu gründende Lehrgebiet des Energieoptimierten Planen und Bauens berufen. Lenz lehrt und forscht dort in den Bereichen Nachhaltige Gebäudetechnologie, Energieoptimiertes Bauen, Anpassung an die globale Erwärmung sowie den zukünftigen Entwicklungen in weiteren Gebieten. Im Zeitraum 2018/2019 war er als Visiting Professor an der University of Leeds am Priestley Centre for Climate Futures, um dort mit Piers Forster im Bereich Anpassung an den Klimawandel zusammenzuarbeiten. Im Jahr 2018 wurde Lenz von der Humboldt-Stiftung mit einem Leodor Lynen Research Fellowship und im Jahr 2024 mit dem erstmalig von der Hochschule Karlsruhe – Technik und Wirtschaft vergebenen Transferpreis ausgezeichnet.

## Schriften
- A. Abromeit, B. Lenz: Licht über viele Ebenen – Many levels of light: Tagungsband – proceedings. In: Licht 2016. KIT Scientific Publishing, Karlsruhe 2016, ISBN 978-3-7315-0564-8, S. 319–326.
- B. Lenz: Refurbishment of a research and teaching building from the 1960s, 7th Brazilian-German Frontiers of Science and Technology Symposium, Alexander von Humboldt Foundation, Sao-Paulo, September 2016. ISBN 978-85-85783-65-5, S. 35–36.
- B. Lenz: Air conditioning systems – A comparison. In: DETAIL green. Institut für Internationale Architektur Dokumentation, München 2011, S. 67–71. ISSN 1868-3843
- B. Lenz, T. Stark, J. Schreiber: Sustainable Building Services – Principles, Systems, Concepts. Institut für Internationale Architektur Dokumentation GmbH, München 2011, ISBN 978-3-920034-49-2, S. 1–144.
- K. H. Petzinka, B. Lenz: Concevoir et construire en fonction de cycle de vie. Dans: Construction et énergie – Architecture et développement durable. Presses polytechniques et universitaires romandes EPFL, Lausanne 2011, ISBN 2-88074-796-1, S. 32–35.
- B. Lenz: Solarthermische Gebäudeklimatisierung in trocken-heißen Regionen. Ibidem Verlag, Hannover, ISBN 3-8382-0129-9, 2010, S. 1–190.
- B. Lenz, T. Stark, J. Schreiber: Nachhaltige Gebäudetechnik. Institut für Internationale Architektur Dokumentation GmbH, München, ISBN 978-3-920034-34-8, 2010, S. 1–144.
- B. Lenz: Klimatisieren mit der Sonne. DETAIL green, Institut für Internationale Architektur Dokumentation GmbH, München; November 2009. ISSN 1868-3835
- B. Lenz: Kühl kalkuliert – Solarthermische Klimatisierung. In: db – Deutsche Bauzeitung. Februar 2009, ISSN 1868-3835.
- K. H. Petzinka, B. Lenz: Planning in life-cycles, Energy Manual. Institut für Internationale Architektur Dokumentation GmbH, München; Birkhäuser Verlag, Basel 2009, ISBN 978-3-7643-8830-0, S. 32–35.
- K. H. Petzinka, B. Lenz: Planen und Bauen in Lebenszyklen, Energie Atlas. Institut für Internationale Architektur Dokumentation GmbH, München 2007, ISBN 3-7643-8385-2, S. 32–35.